# Capela cimitirului reformat din Târgu Mureș
Capela cimitirului reformat (în maghiară Református ravatalozó) este o capelă funerară de lemn construită în 1698 de Judit Weér pentru biserica reformată din Târgu Mureș. 

## Descrierea
Capela mortuară este o construcție de lemn alcătuită dintr-o zonă centrală semideschisă cu un amvon, băncile sunt plasate bilateral în așa fel încât sicriul să fie în timpul slujbelor în mijlocul spațiului. Capela are patru camere închise pentru sicriele unde sunt ținute după tradiție privegherea înaintea zilei de înmormântare. Pe grinzile pe care se sprijină greutatea acoperișului se găsesc următoarele inscripții:
„Istenünk dicsőségére, tiszteletére, az néhai és boldog emlékezetű Méltóságos Úr T.N.Széky Teleki Mihály özvegye T.N.Vér Judit asszony ecclésiánkhoz konferált beneficiumából építette tekintetes Halmágyi Mihály Uram bíróságában 1698-ban.”
„Aediles Georgius Tőke et Johannes Gombkötő arhi.Toth.Gas.Patóházi Geor, Kenyeres.”
„Elvégeztetett dolog az emberek között, hogy egyszer meghalnak és azután ítélet legyen.”

## Imagini

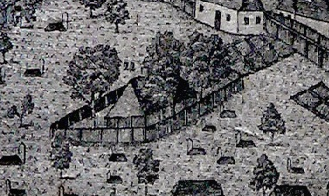
Capela pe gravura lui István Mikolai Tóth (1822)
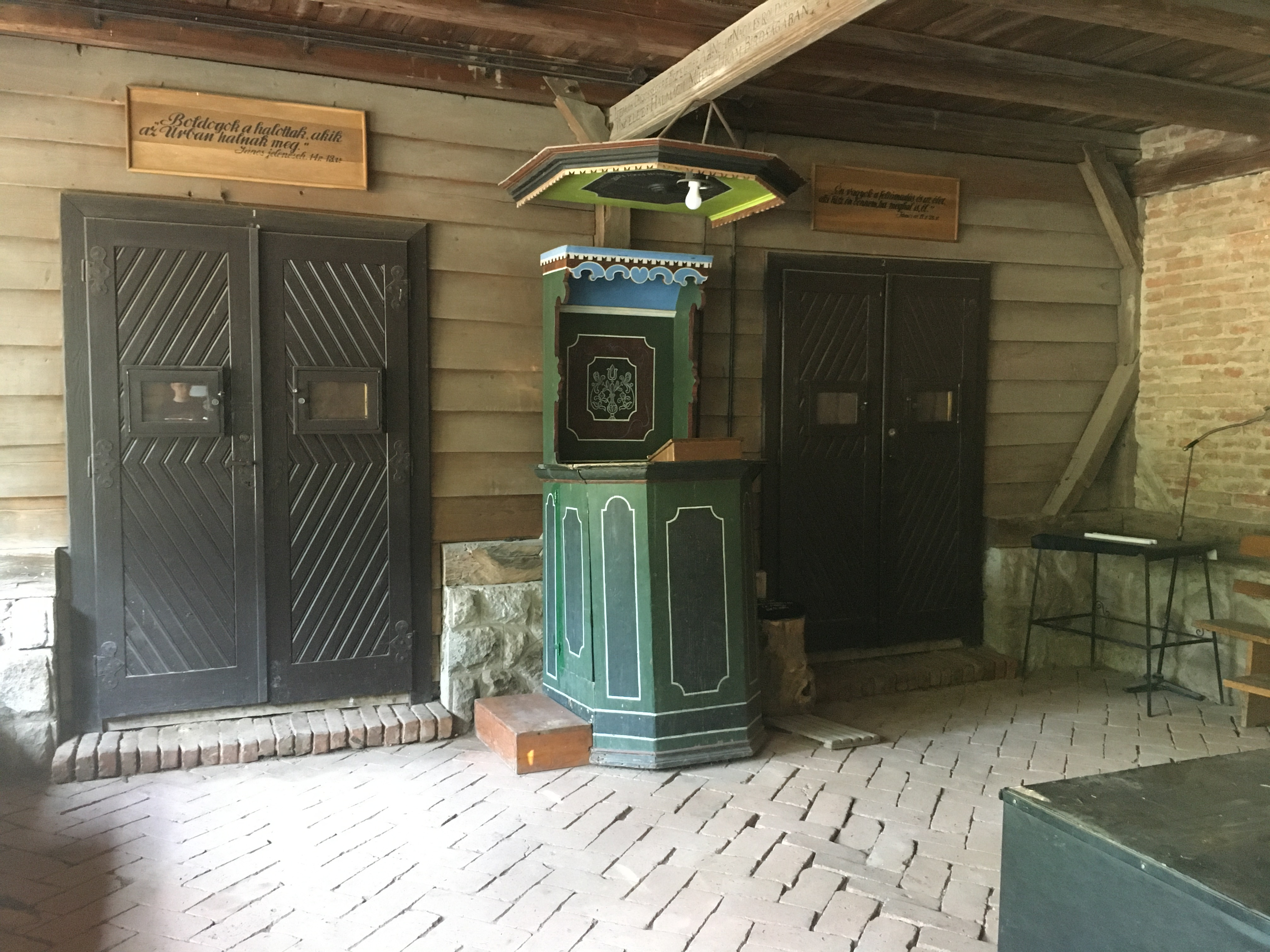
Amvonul capelei
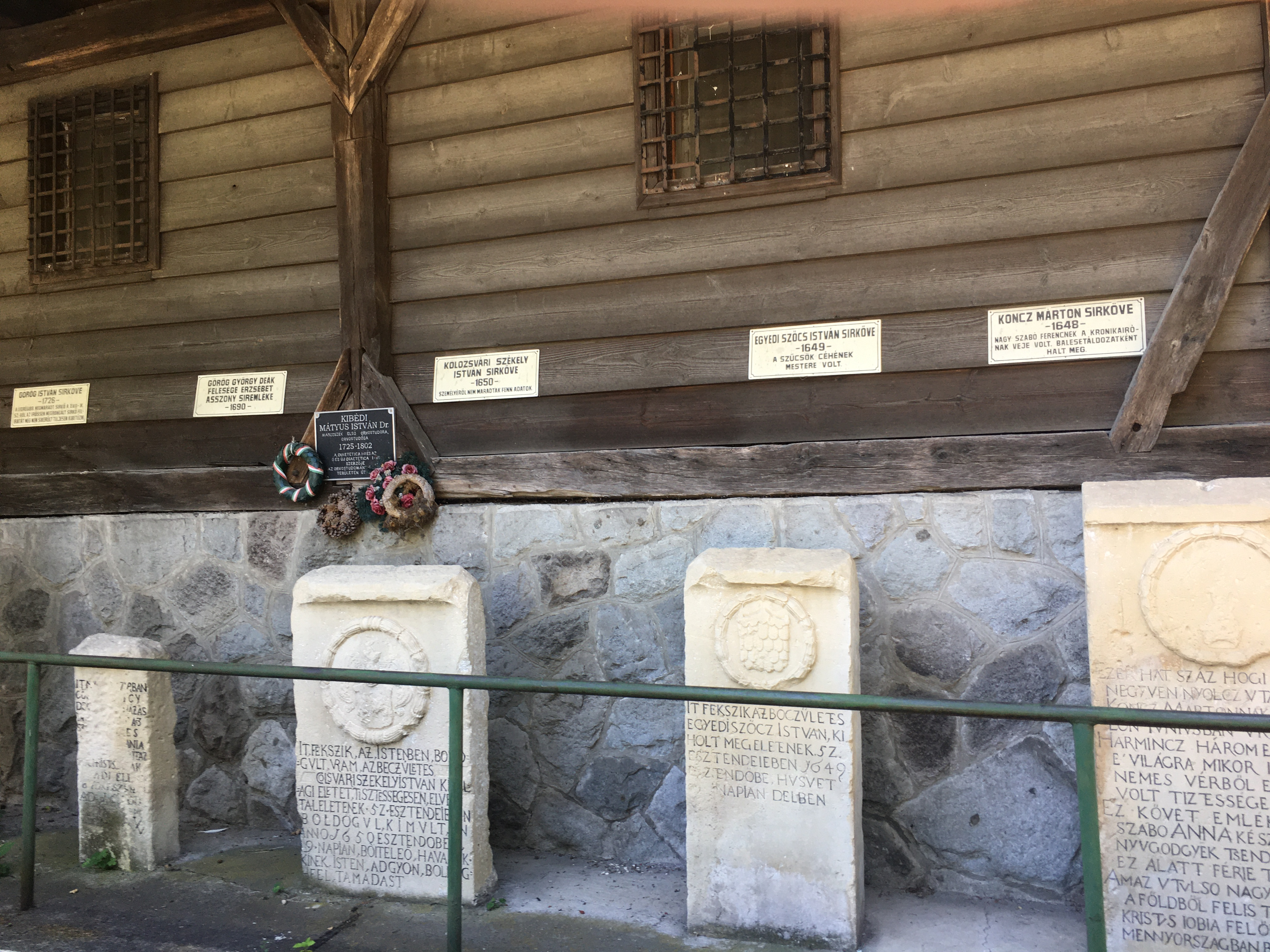
Lapidariul aranjat lângă capelă
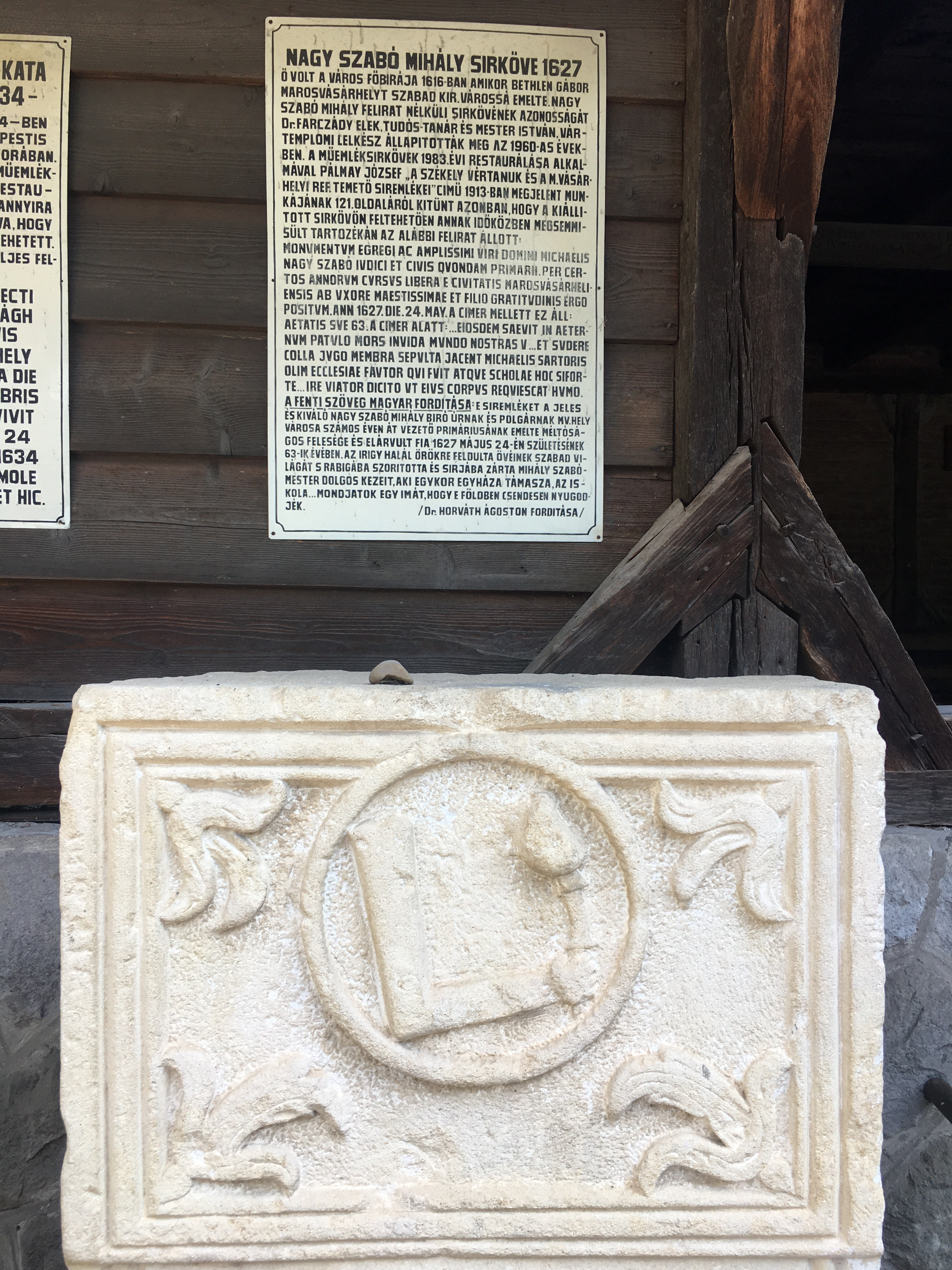
Piatra funeră a judelui Mihály Nagy Szabó (1627)